# ACOT7
ACOT7 (англ. Acyl-CoA thioesterase 7) – білок, який кодується однойменним геном, розташованим у людей на короткому плечі 1-ї хромосоми.  Довжина поліпептидного ланцюга білка становить 380 амінокислот, а молекулярна маса — 41 796.
| 10         |  | 20         |  | 30         |  | 40         |  | 50         |
| ---------- |  | ---------- |  | ---------- |  | ---------- |  | ---------- |
| MKLLARALRL |  | CEFGRQASSR |  | RLVAGQGCVG |  | PRRGCCAPVQ |  | VVGPRADLPP |
| CGACITGRIM |  | RPDDANVAGN |  | VHGGTILKMI |  | EEAGAIISTR |  | HCNSQNGERC |
| VAALARVERT |  | DFLSPMCIGE |  | VAHVSAEITY |  | TSKHSVEVQV |  | NVMSENILTG |
| AKKLTNKATL |  | WYVPLSLKNV |  | DKVLEVPPVV |  | YSRQEQEEEG |  | RKRYEAQKLE |
| RMETKWRNGD |  | IVQPVLNPEP |  | NTVSYSQSSL |  | IHLVGPSDCT |  | LHGFVHGGVT |
| MKLMDEVAGI |  | VAARHCKTNI |  | VTASVDAINF |  | HDKIRKGCVI |  | TISGRMTFTS |
| NKSMEIEVLV |  | DADPVVDSSQ |  | KRYRAASAFF |  | TYVSLSQEGR |  | SLPVPQLVPE |
| TEDEKKRFEE |  | GKGRYLQMKA |  | KRQGHAEPQP |  |            |  |            |

A: Аланін

C: Цистеїн

D: Аспарагінова кислота

E: Глутамінова кислота

F: Фенілаланін

G: Гліцин

H: Гістидин

I: Ізолейцин

K: Лізин

L: Лейцин

M: Метіонін

N: Аспарагін

P: Пролін

Q: Глутамін

R: Аргінін

S: Серин

T: Треонін

V: Валін

W: Триптофан

Кодований геном білок за функціями належить до гідролаз, серинових естераз. 
Задіяний у такому біологічному процесі як ацетиляція. 
Локалізований у цитоплазмі, мітохондрії.